# اراگون
اراگون (به انگلیسی: Eragon) عنوان اولین جلد از رمان فانتزی، پرفروش و چهارگانه وراثت نوشته کریستوفر پائولینی است که اولین بار توسط انتشارات لایتنینگ سورس به زیر چاپ رفت . انتشارات مطرح رندوم هاوس در سال ۲۰۰۳ اقدام به چاپ مجدد آن کرد. پائولینی نوشتن این کتاب را در سن پانزده سالگی آغاز کرده‌است.

## داستان
دوران اژدهاسواران به سرآمده است و جهان به دست پادشاهی شیطان صفت، در حال نابودی است. تا اینکه روزی یک جوان روستایی به نام اراگون، در جنگل چیزی را می‌یابد. آن چیز (که از نظر اراگون باید یک سنگ گرانقیمت باشد) یک سنگ نیست. تخم است. تخم اژدها... این فیلم نامزد ۳ جایزهٔ بین‌المللی شده.

## جوایز و افتخارات
کتاب سال نیویورک تایمز
کتاب سال پابلیشرز ویکلی
کتاب سال بوک سنس
بهترین کتاب در بوک سنس سلکشن
پرفروشترین کتاب یو.اس.ای تودی
پرفروشترین کتاب وال استریت ژورنال
و...
نکته جالب دربارهٔ کتاب اراگون این است که در ژانویه سال ۲۰۰۴، رتبه اول بهترین رمان فانتزی را به دست آورد و هری پاتر و محفل ققنوس دوم شد.

## دنباله‌ها
در سال ۲۰۰۵ جلد دوم این کتاب را تحت عنوان الدست و در سال ۲۰۰۷ جلد سوم را تحت عنوان بریسینگر به چاپ رسید. در سال ۲۰۱۱ جلد چهارم این سری منتشر شد.

## برداشت سینمایی
یک فیلم سینمایی براساس این فیلم در سال ۲۰۰۶ به کارگردانی استفان فنگ میر و بر پرده سینماهای جهان رفت. در این فیلم ادوارد اسپیلرز در نقش اراگون ظاهر شد و ریچل وایس به جای اژدهای اراگون (سفیرا) صداپیشگی کرد.

## بازی ویدئویی
قبل از انتشار فیلم سینمایی اراگون، یک بازی ویدئویی برگرفته از داستان و فیلم اراگون عرضه شد.

## ترجمه در ایران
اراگون توسط پریا آریا ترجمه و نشر زهره آن را به چاپ رساند.